# Естеллайн (Південна Дакота)
Естеллайн (англ. Estelline) — місто (англ. city) в США, в окрузі Гемлін штату Південна Дакота. Населення — 749 осіб (2020).

## Географія
Естеллайн розташований за координатами 44°34′36″ пн. ш. 96°54′4″ зх. д. / 44.57667° пн. ш. 96.90111° зх. д. (44.576766, -96.901082).  За даними Бюро перепису населення США в 2010 році місто мало площу 2,45 км², уся площа — суходіл.

## Демографія
Згідно з переписом 2010 року, у місті мешкало 768 осіб у 297 домогосподарствах у складі 189 родин. Густота населення становила 314 осіб/км².  Було 321 помешкання (131/км²).
Расовий склад населення:
| - 93,1 % — білих - 0,7 % — корінних американців - 5,2 % — осіб інших рас |

До двох чи більше рас належало 1,0 %. Частка іспаномовних становила 6,3 % від усіх жителів.
За віковим діапазоном населення розподілялося таким чином: 25,8 % — особи молодші 18 років, 47,4 % — особи у віці 18—64 років, 26,8 % — особи у віці 65 років та старші. Медіана віку мешканця становила 40,9 року. На 100 осіб жіночої статі у місті припадало 89,6 чоловіків;  на 100 жінок у віці від 18 років та старших — 87,5 чоловіків також старших 18 років.
Середній дохід на одне домашнє господарство  становив 56 946 доларів США (медіана — 53 261), а середній дохід на одну сім'ю — 59 062 долари (медіана — 53 194). Медіана доходів становила 40 000 доларів для чоловіків та 26 016 доларів для жінок. За межею бідності перебувало 15,8 % осіб, у тому числі 17,8 % дітей у віці до 18 років та 16,0 % осіб у віці 65 років та старших.
Цивільне працевлаштоване населення становило 406 осіб. Основні галузі зайнятості: освіта, охорона здоров'я та соціальна допомога — 24,6 %, сільське господарство, лісництво, риболовля — 18,7 %, виробництво — 17,2 %.